# Batalla de Salsipuedes
La batalla de Salsipuedes o massacre de Salsipuedes (en castellà: Matanza del Salsipuedes) és un dels fets històrics més foscs de la història de l'Uruguai. Va tenir lloc l'11 d'abril de 1831 al rierol Salsipuedes.

## Context
El president de la República Oriental de l'Uruguai, Fructuoso Rivera, va enviar el seu nebot Bernabé Rivera, al costat d'un exèrcit, per enfrontar-se al poble charrúa amb l'objectiu d'aconseguir que deixessin les terres en mans dels empresaris i colonitzadors d'origen europeu i dels seus descendents nascuts a l'Uruguai.
Segons les fonts historiogràfiques tradicionals, el poble charrúa, originari de la zona, era considerat una amenaça per alguns uruguaians, entre els quals cal destacar el General Juan Antonio Lavalleja, líder dels Trenta-tres Orientals, i pels colonitzadors espanyols en general ja des de l'època de la Banda Oriental. El president Rivera, prèvia recomanació de Lavalleja, va enviar militars per acabar amb el poble charrúa. El resultat del genocidi va ser la quasi total extinció del poble charrúa, almenys culturalment, tot i que segons algunes fonts encara hi ha alguns descendents llunyans en zones rurals de l'Uruguai o bé a la veïna Argentina. L'últim charrúa capturat, Tacuabé, va ser empresonat. Quatre membres de la tribu van ser deportats cap a França després de ser utilitzats com a esclaus.

## Interpretacions
Els historiadors, tant els liberals (colorados) com els nacionalistes (blancos), han presentat l'extermini com una afirmació dels «valors nacionals» o de la «civilització». En la historiografia uruguaiana, la massacre del Salsipuedes és sovint considerada una batalla.
Però, segons el revisionisme històric, es tracta de «la primera d'una sèrie llarga d'accions en una campanya de persecució i intent d'extermini del poble charrúa durant els primers anys de la República».

### Actualitat
L'episodi de Salsipuedes ha estat, fins a la data, motiu de polèmica. Nombroses persones i associacions indigenistes han assenyalat l'extrema duresa de l'acció. Les mortes de membres del poble charrúa a Salsipuedes no van suposar l'extinció de tota l'ètnia, però sí la seva desaparició com a poble cultural.
L'ex-president Julio María Sanguinetti Coirolo va escriure un manifest intentant justificar les accions de Rivera:
| «                         | “No hem heretat d'aquell poble primitiu ni una paraula del seu precari idioma [...], ni tan sols un record benèvol de la gent gran, espanyols, criolls, jesuïtes o militars, que invariablement els van descriure com els seus enemics, en un xoc que va durar més de dos segles i els va enfrontar a la societat hispanocriolla que sacrificadorament intentava assentar famílies i modes de producció, per incorporar-se a la civilització occidental a la qual pertanyem”. | » |
| — Julio María Sanguinetti | |   |